# Sint-Annakasteel (Itterbeek)

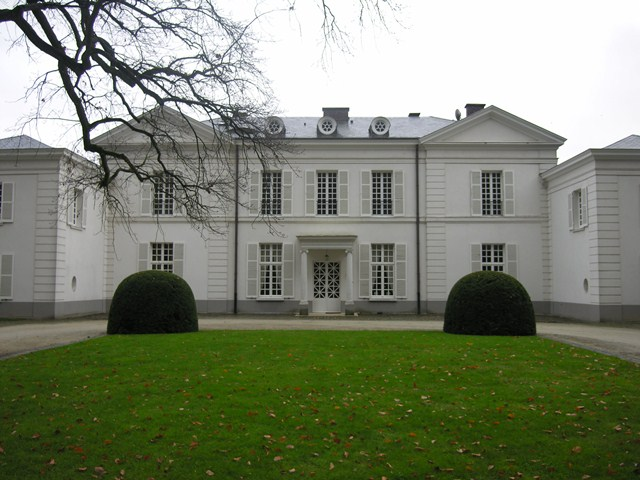
Sint-Annakasteel

Het Sint-Annakasteel is een kasteel in de tot de Vlaams-Brabantse gemeente Dilbeek behorende plaats Itterbeek, gelegen aan de Ninoofsesteenweg 570-572.

## Geschiedenis
Het gebied waar het kasteel werd gebouwd ligt aan de Neerpedebeek. Hier stond al in de 16e eeuw een hoeve. Deze werd in 1726 aangekocht door Jean-François de Fraye die het liet uitbouwen tot een buitenhuis. Hier lagen een zestal vijvers. Het huis wisselde regelmatig van eigenaar en omstreeks 1850 werd het gesloopt in opdracht van de toenmalige eigenaar, Jean Deneck. Deze liet omstreeks 1860 een nieuw landhuis bouwen, geïnspireerd op Toscaanse renaissancevilla's. Ook het portiersgebouwtje heeft een elegant torentje.
In 1946 kwam het domein aan Max Velge en deze verbouwde het kasteeltje in neoclassicistische trant. Ook werden de tuinen aangepast, mogelijk naar ontwerp van Russell Page. Daarbij werden groene kamers aangelegd.